# Sheryl Sandberg
Sheryl Kara Sandberg (Washington, 28 agosto 1969) è un'imprenditrice e funzionaria statunitense, ex direttrice operativa di Facebook.
Nel giugno 2012 è stata eletta nel consiglio di amministrazione di Facebook dagli allora membri del consiglio diventando la prima donna a far parte del consiglio di amministrazione. Prima di entrare in Facebook come COO Sandberg è stata vicepresidente delle vendite e delle operazioni online globali di Google ed è stata coinvolta nel lancio della divisione benefica di Google, Google.org. Prima di Google, Sandberg è stata capo dello staff per il Segretario al Tesoro degli Stati Uniti Lawrence Summers.
Nel 2012 è stata nominata nella Time 100, una lista annuale delle persone più influenti al mondo secondo la rivista Time. Secondo Forbes nel 2018 occupa l'11º posto tra le donne più potenti del mondo. Nel 2021 il patrimonio di Sandberg ammonta a circa 1.8 miliardi di dollari, grazie alle sue partecipazioni in Facebook e in altre società ed è diventata una delle più giovani miliardarie nel 2014. Il 1º giugno 2022 si è dimessa da COO di Meta.

## Biografia

### Infanzia e istruzione
Sandberg è nata nel 1969 a Washington in una famiglia ebraica, figlia di Adele (nata Einhorn) e Joel Sandberg, la maggiore di tre figli. Suo padre è un oftalmologo e sua madre era un'insegnante universitaria di lingua francese.
La sua famiglia si è trasferita a North Miami Beach, in Florida, quando aveva due anni. Ha frequentato la North Miami Beach Senior High School e si è laureata al nono posto nella sua classe con una media di 4,646 punti. Era presidentessa di classe del secondo anno, è diventata membro della National Honor Society e faceva parte del comitato esecutivo della sua classe superiore.
Nel 1987 Sandberg si è iscritta all'Harvard College. Si è laureata nel 1991 con lode in economia e ha ricevuto il John H. Williams Prize per il miglior studente laureato in economia. Mentre era ad Harvard ha cofondato un'organizzazione chiamata Women in Economics and Government. Ha conosciuto l'allora professore Lawrence Summers, che è diventato il suo mentore e relatore della sua tesi intitolata Conseguenze delle disuguaglianze economiche sugli abusi familiari. Summers l'ha assunta come sua assistente di ricerca presso la Banca Mondiale, dove ha lavorato dal 1991 al 1993 sui progetti sanitari in India, occupandosi di lebbra, AIDS, e cecità.
Nel 1993 si è iscritta alla Harvard Business School e nel 1995 ha conseguito il suo MBA con la massima distinzione. Al suo primo anno di scuola di economia, ha ottenuto una borsa di studio.

### Carriera

#### Carriera iniziale
Dopo aver conseguito la laurea in economia aziendale nella primavera del 1995 Sandberg ha lavorato come consulente aziendale per McKinsey & Company per circa un anno (1995-1996). Dal 1996 al 2001 ha nuovamente lavorato per Lawrence Summers, che è stato poi Segretario al tesoro degli Stati Uniti d'America, sotto la presidenza Bill Clinton. Sandberg ha contribuito al lavoro del Tesoro per la cancellazione del debito nei paesi in via di sviluppo durante la crisi finanziaria asiatica.
Successivamente, quando i democratici hanno lasciato la Casa Bianca, Sandberg è stata assunta da Google, a quel tempo una società semi-sconosciuta, per occuparsi della vendita online dei prodotti pubblicitari e editoriali di Google, nonché delle operazioni di vendita dei prodotti di consumo di Google e di Google Book Search. Durante la sua permanenza in Google, ha ampliato il team di annunci e vendite da quattro persone a 4000 persone.. Sandberg riuscì a convincere il provider America Online a trasformare Google nel suo motore di ricerca e a creare il sistema Google AdSense. Ciononostante Sandberg non ha mai raggiunto posizioni elevate all'interno della società, diventando solo vicepresidente per le vendite globali online.

#### Facebook

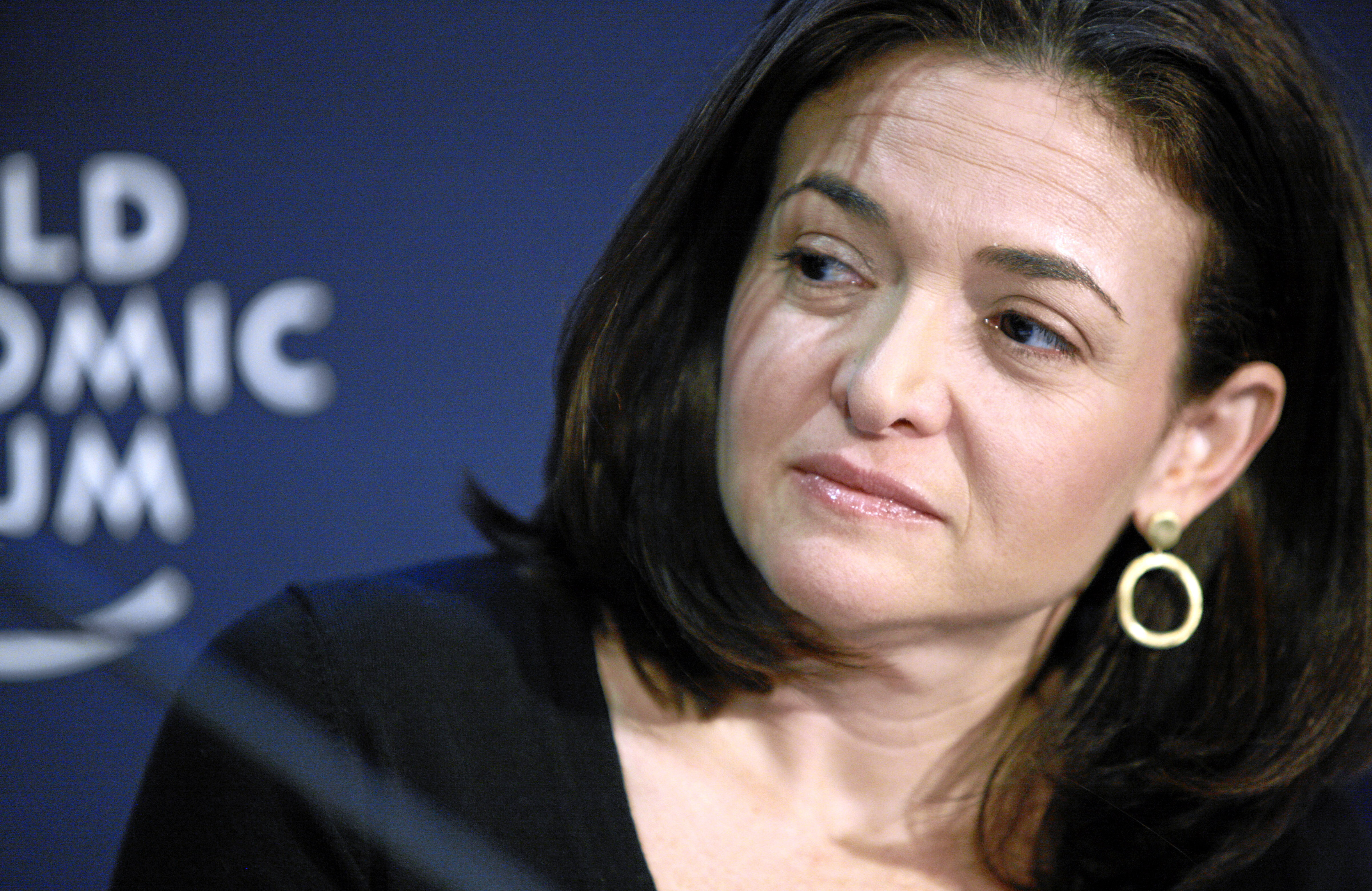
Sheryl Sandberg, direttrice operativa di Facebook, durante la sessione 'Handling Hyper-connectivity' al meeting annuale 2011 del Forum economico mondiale di Davos in Svizzera il 28 gennaio 2011.

Alla fine del 2007 Mark Zuckerberg, co-fondatore e amministratore delegato di Facebook, ha incontrato Sandberg a una festa di Natale tenuta da Dan Rosensweig. Zuckerberg non ha cercato formalmente un Chief Operating Officer (COO) ma ha pensato a Sandberg come "perfetta" per questo ruolo. A marzo 2008 Facebook ha annunciato l'assunzione di Sandberg per il ruolo di COO e la sua uscita da Google. Ciò ha portato ad una contesa fra Google e Facebook, ma Sandberg ha preferito l'offerta di Zuckerberg e ha abbandonato la società di Mountain View. Sandberg viene criticata duramente da Google per aver assunto molti dei suoi ex colleghi, "strappandoli" dalla sua vecchia azienda, e per aver sfruttato la loro conoscenza di Google al fine di fortificare Facebook.
Dopo l'ingresso in azienda Sandberg ha rapidamente iniziato a cercare di capire come rendere redditizio Facebook. Prima del suo ingresso l'azienda era "principalmente interessata a costruire un sito davvero bello; i profitti, pensavano, sarebbero arrivati dopo". Alla fine della primavera la dirigenza di Facebook ha accettato di affidarsi alla pubblicità, "con la discreta presenza delle inserzioni", e nel 2010 Facebook è diventato redditizio. Secondo Facebook Sheryl Sandberg supervisiona le attività commerciali dell'impresa, comprese vendite, marketing, business development, risorse umane, politica pubblica e comunicazione.
Nel 2012 è diventata l'ottavo (e la prima donna) membro del consiglio di amministrazione di Facebook.
Giugno 2022 si dimette dal ruolo di COO di Meta.

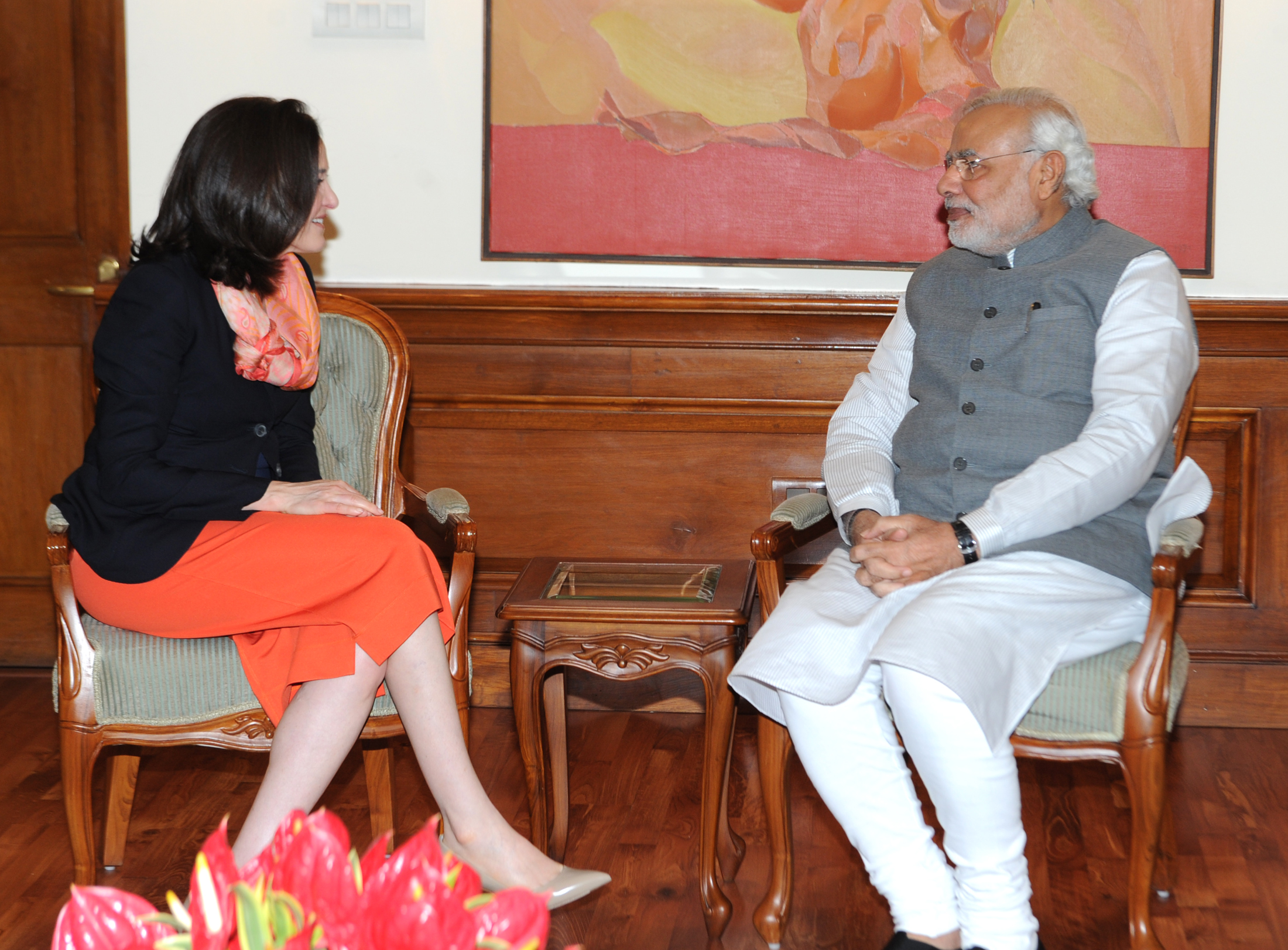
Sandberg con il primo ministro indiano Narendra Modi a Nuova Delhi il 03 luglio 2014.

Nell'aprile 2014 è stato riferito che Sandberg ha venduto oltre la metà delle sue azioni di Facebook da quando l'azienda è diventata ad azionariato diffuso. Al momento dell'IPO di Facebook Sandberg deteneva circa 41 milioni di azioni della società ma dopo diversi round di vendite le sono rimaste circa 17,2 milioni di azioni, pari ad una quota dello 0,5% della società, per un valore di circa 1 miliardo di dollari.

#### Consigli di amministrazione
Nel 2009 Sandberg è stato nominata nel consiglio di amministrazione di The Walt Disney Company. Fa anche parte dei consigli di amministrazione di Women for Women International, del Center for Global Development e del V-Day. In precedenza è stata membro del consiglio di amministrazione di Starbucks, Brookings Institution e Ad Council. Fa inoltre parte del CdA dell'organizzazione One Billion Rising.